# Torneos de verano del fútbol argentino
Los Torneos de Verano del Fútbol Argentino fueron una serie de partidos de carácter amistoso realizados en Argentina que se iniciaron en el año 1968. Los equipos con más títulos de la competencia son Boca Juniors (49), siguiéndole River Plate (36) y posteriormente Independiente (22).

## Historia
Fue diseñado por el dirigente Alberto J. Armando junto a la Liga Marplatense de Fútbol en el año 1968 jugándose los partidos en el Estadio General San Martín de Mar del Plata. Los primeros ganadores de la competencia fueron el Vasas de Hungría y San Lorenzo de Almagro en distintos torneos.
Desde su comienzo se suspendió su realización en 1976 por el Proceso de Reorganización Nacional, mientras que la edición de 1974 no finalizó, y después de 45 años no fue realizada nuevamente pero esta vez a causa de la pandemia por coronavirus en 2021. Su última edición fue en 2023.
La mayor goleada de la competencia se produjo en 2015 cuando Boca Juniors le ganó por 5:0 a River Plate, mientras que, el partido con más goles fue el 5:4 a favor de River Plate frente a Polonia en 1986.

## Historial
| Año  | Torneo | Campeón | Resultado | Subcampeón |
| ---- | --- | --- | --- | --- |
| 1968 | Copa Ciudad de Mar del Plata Copa Libertad | Vasas San Lorenzo | 3-0 1-1 | River Plate Peñarol |
| 1969 | Copa de Oro | Boca Juniors | 0-2 | Palmeiras |
| 1970 | Copa de Oro | Racing Club | 2-2 | Independiente |
| 1971 | Copa de Oro | Boca Juniors | 2-1 | Estudiantes (LP) |
| 1972 | Copa del Atlántico | Palmeiras | 1-1 | San Lorenzo |
| 1973 | Copa de Oro | San Lorenzo | 2-2 | Huracán |
| 1975 | Copa de Oro | Boca Juniors | 2-2 | River Plate |
| 1977 | Copa de Oro | Selección Argentina | 1-0 | Boca Juniors |
| 1978 | Copa de Oro | Boca Juniors | 0-0 | Talleres |
| 1979 | Torneo Mar del Plata | River Plate | 4-1 | Selección Checoslovaca |
| 1980 | Copa de Oro | Independiente | 1-1 | Selección Húngara |
| 1981 | Copa de Oro (Cba) Copa de Oro (MdP) | Racing de Córdoba Independiente | 2-1 0-0 (4-2 pen.) | Talleres River Plate |
| 1982 | Copa de Oro | River Plate | 1-0 | Boca Juniors |
| 1983 | Copa de Oro | Boca Juniors | 0-0 | San Lorenzo |
| 1984 | Copa de Oro | Boca Juniors | 1-1 | San Lorenzo |
| 1985 | Copa de Oro | Independiente | 2-1 | River Plate |
| 1986 | Copa de Oro Copa El Gráfico | River Plate | 1-1 5-4 | Boca Juniors Selección Polaca |
| 1987 | Copa Ciudad de Mar del Plata Copa Mun. de Gral. Pueyrredón Copa de Oro | Boca Juniors River Plate Boca Juniors | 2-2 / 2-2 2-1 3-3 | River Plate / Spartak de Moscú Nantes River Plate |
| 1988 | Copa Ciudad de Mar del Plata Copa de Oro | Boca Juniors | 1-0 1-0 | América de Cali River Plate |
| 1989 | Copa El Gráfico (70.º aniv.) Copa de Oro | Nacional River Plate | 3-3 2-0 | River Plate Independiente |
| 1990 | Copa Ciudad de Mar del Plata Copa de Oro | River Plate Boca Juniors | 1-0 0-0 | Boca Juniors River Plate |
| 1991 | Copa Ciudad de Mar del Plata Copa de Oro | Boca Juniors | 0-0 2-1 | Racing Club River Plate |
| 1992 | Copa Amistad Copa Ciudad de Mar del Plata Copa de Oro | Boca Juniors San Lorenzo | 1-0 1-0 | Colo-Colo River Plate Boca Juniors |
| 1993 | Copa Ciudad de Mar del Plata Copa Revancha Copa de Oro Copa Desafío (MdP) | San Lorenzo River Plate Boca Juniors | 0-0 2-1 1-0 | River Plate Boca Juniors Independiente River Plate |
| 1994 | Copa Desafío Copa Revancha Copa de Oro | Boca Juniors San Lorenzo | 2-1 3-1 1-1 | River Plate |
| 1995 | Copa Provincia de Mendoza Copa Desafío Copa de Oro (Mza.) Copa Revancha Copa Ciudad de Mar del Plata Copa de Oro (MdP)                                                             | Independiente River Plate Boca Juniors River Plate San Lorenzo River Plate                                                                                                  | 2-0 / 3-3 2-0 1-0 / 0-0 0-0 (4-2 pen.) 2-2 / 1-0 3-0 / 0-0                                                                           | Racing Club / River Plate Boca Juniors Vélez Sarsfield / San Lorenzo de Almagro Boca Juniors Vélez Sarsfield / Boca Juniors Racing Club / Independiente          |
| 1996 | Copa Ciudad de Mendoza Copa Desafío Copa de Oro (Mza.) Copa Revancha Copa Ciudad de Mar del Plata Copa de Oro (MdP)                                                                | Racing Club River Plate San Lorenzo River Plate Vélez Sarsfield Independiente                                                                                               | 3-1 / 1-1 1-0 0-1 / 2-0 1-0 4-1 / 3-0 1-0 / 3-1                                                                                      | Independiente / Racing Club Boca Juniors Vélez Sarsfield / River Plate Boca Juniors San Lorenzo / River Plate Racing Club / Boca Juniors                         |
| 1997 | Copa Ciudad de Mendoza Copa Desafío Copa de Oro (Mza.) Copa Revancha Copa Ciudad de Mar del Plata Copa de Oro (MdP)                                                                | Racing Club Boca Juniors River Plate San Lorenzo Independiente | 3-1 / 1-1 4-1 2-1 / 2-1 1-1 (5-3 pen.) 2-0 / 0-1 3-1 / 3-1                                                                           | Independiente / Boca Juniors River Plate San San Lorenzo / Vélez Sarsfield Boca Juniors Vélez Sarsfield / River Plate Racing Club / Boca Juniors                 |
| 1998 | Copa Provincia de Mendoza Copa Desafío Copa de Oro (Mza.) Copa Revancha Copa Ciudad de Mar del Plata Copa de Oro (MdP)                                                             | Boca Juniors Vélez Sarsfield Boca Juniors San Lorenzo Racing Club | 3-0 / 2-0 0-0 (4-3 pen.) 2-1 / 2-1 0-0 (4-2 pen.) 1-2 / 5-2 1-1 / 2-2 (8-7 pen.)                                                     | Independiente / Racing Club River Plate San Lorenzo / River Plate Vélez Sarsfield / River Plate Independiente / Boca Juniors                                     |
| 1999 | Copa Provincia de Mendoza Copa Desafío Copa de Oro (Mza.) Copa Revancha Copa Ciudad de Mar del Plata Copa de Oro (MdP)                                                             | San Lorenzo Boca Juniors Independiente Boca Juniors Racing Club San Lorenzo                                                                                                 | 3-0 / 1-2 2-1 0-0 / 2-0 3-0 5-3 / 2-1 1-1 / 4-1                                                                                      | Vélez Sarsfield / River Plate Racing Club / River Plate Independiente / Boca Juniors Vélez Sarsfield / River Plate                                               |
| 2000 | Copa Ciudad de Córdoba Copa Ciudad de La Plata Copa Revancha (LP) Copa Revancha (Avellaneda) Copa de Oro Copa Ciudad de Mar del Plata                                              | River Plate Estudiantes (LP) Independiente Boca Juniors | 3-1 3-2 1-0 2-0 2-1 | Talleres Gimnasia (LP) Racing Club River Plate |
| 2001 | Copa Ciudad de Córdoba Copa Revancha (Avellaneda) Copa Revancha Torneo Pentagonal                                                                                                  | Talleres Independiente Boca Juniors | 2-2 (4-2 pen.) 0-0 (6-5 pen.) 1-0 0-0                                                                                                | Boca Juniors Racing Club River Plate Independiente |
| 2002 | Copa Interprovincial (Neuquén / Salta) Copa Ciudad de La Plata Copa Ciudad de Avellaneda Copa Ciudad de Córdoba Copa Desafío Copa Ciudad de Mar del Plata Copa Revancha            | Independiente Estudiantes (LP) Independiente River Plate Racing Club Boca Juniors                                                                                           | 2-0 3-0 4-0 1-1 (5-4 pen.) 1-0 4-0                                                                                                   | San Lorenzo Gimnasia y Esgrima (LP) Racing Club Belgrano Boca Juniors River Plate                                                                                |
| 2003 | Copa Revancha Copa Ciudad de Avellaneda Torneo Pentagonal Copa Desafío | Boca Juniors Independiente Boca Juniors | 3-3 (5-3 pen.) 1-1 (5-4 pen.) 1-0 0-0 (5-4 pen.)                                                                                     | River Plate Racing Club River Plate |
| 2004 | Torneo Pentagonal Copa Revancha Copa Ciudad de Mar del Plata | San Lorenzo River Plate Independiente | 0-3 3-1 3-0 | Racing Club Boca Juniors San Lorenzo |
| 2005 | Copa Ciudad de Salta Torneo Pentagonal Copa Revancha | Independiente San Lorenzo Boca Juniors | 2-2 (5-4 pen.) 1-0 3-1 | San Lorenzo Boca Juniors River Plate |
| 2006 | Torneo Pentagonal Copa Ciudad de Mar del Plata Copa Desafío Copa Centenario | Boca Juniors Estudiantes (LP) River Plate Estudiantes (LP) | 2-0 1-1 (4-2 pen.) 3-0 2-1 | San Lorenzo Vélez Sarsfield Boca Juniors Independiente |
| 2007 | Torneo Pentagonal Copa Revancha Copa Ciudad de Mar del Plata | River Plate Independiente | 1-1 1-1 (6-5 pen.) 1-1 (4-1 pen.) | Independiente Boca Juniors Estudiantes (LP) |
| 2008 | Torneo Pentagonal Copa Provincia de Salta Copa Revancha | River Plate Independiente River Plate | 1-1 1-1 (3-1 pen.) 3-2 | Independiente San Lorenzo Boca Juniors |
| 2009 | Torneo Pentagonal Copa Ciudad de Mar del Plata Copa Ciudad de Mendoza | Boca Juniors Gimnasia (LP) Boca Juniors | 2-0 1-0 2-0 | Independiente River Plate |
| 2010 | Triangular de Mar del Plata Triangular de Salta Copa Desafío Copa Ciudad de Mar del Plata Copa Revancha                                                                            | Estudiantes (LP) Independiente River Plate Racing Club River Plate | 2-2 0-0 3-1 2-1 1-1 (3-1 pen.) | San Lorenzo Racing Club Boca Juniors Independiente Boca Juniors                                                                                                  |
| 2011 | Copa Ciudad de Mendoza Copa Ciudad de Mar del Plata Copa de Oro Copa Luis B. Nofal                                                                                                 | San Lorenzo Estudiantes (LP) Boca Juniors | 1-0 4-0 3-0 2-0 / 1-1 | Godoy Cruz Racing Club San Lorenzo River Plate |
| 2012 | Copa de Oro Copa Ciudad de Mar del Plata Copa Ciudad de Mendoza Copa Provincia de Buenos Aires Copa Luis B. Nofal                                                                  | Independiente River Plate Godoy Cruz Racing Club Boca Juniors | 0-0 0-0 1-0 2-0 / 1-0 | San Lorenzo Estudiantes (LP) Rosario Central Independiente River Plate                                                                                           |
| 2013 | Copa Centenario Liga Marplatense de Fútbol Triangular de Verano Córdoba Copa Luis B. Nofal Copa BBVA                                                                               | Racing Club Belgrano Boca Juniors River Plate | 2-1 1-0 0- 0 (5-4 pen.) 2-1 | River Plate Talleres River Plate Boca Juniors |
| 2014 | Copa de Oro Copa Ciudad de Mar del Plata Copa Provincia de Córdoba Copa BBVA Copa Luis B. Nofal Copa Amistad Ciudad de La Plata                                                    | Estudiantes (LP) Racing Club Belgrano River Plate Gimnasia (LP) | 1-1 1-0 2-1 2-0 3-1 1-0 | River Plate Newell's Old Boys Instituto Boca Juniors Estudiantes (LP)                                                                                            |
| 2015 | Copa de Oro Copa Ciudad de Mar del Plata Copa Ciudad de Avellaneda Copa Ciudad de La Plata Copa Julio Humberto Grondona Copa Luis B. Nofal                                         | River Plate Racing Club Estudiantes (LP) Boca Juniors | 4-0 1-0 2-0 3-3 (4-3 pen.) 1-0 5-0                                                                                                   | Independiente Vélez Sarsfield Independiente Gimnasia (LP) River Plate                                                                                            |
| 2016 | Copa Ciudad de Buenos Aires Copa Ciudad de Mar del Plata Copa de Oro Copa Ciudad de Avellaneda Copa Luis B. Nofal Copa Ciudad de La Plata Copa Amistad                             | Huracán Independiente Estudiantes (LP) Racing Club River Plate Estudiantes (LP) Aldosivi                                                                                    | 3-1 3-2 2-0 3-1 1-0 / 1-0 1-0 | San Lorenzo River Plate Boca Juniors Independiente Boca Juniors Gimnasia (LP)                                                                                    |
| 2017 | Copa Clásico del Sur Copa Desafío Copa Ciudad de Mar del Plata Copa Provincia de Salta Copa de Oro Copa Luis B. Nofal Copa Revancha                                                | Banfield Talleres Aldosivi Racing Club Boca Juniors River Plate Racing Club                                                                                                 | 4-1 1-1 (4-3 pen.) 3-1 1-1 2-2 2-0 0-0 (8-7 pen.)                                                                                    | Gimnasia (LP) Rosario Central River Plate Atlético Tucumán San Lorenzo Boca Juniors Independiente                                                                |
| 2018 | Copa de Verano Schneider Copa de Verano Schneider Copa Ciudad de Salta Copa Orbis Copa de Verano Schneider Copa Ciudad de Santa Fe Copa Ciudad de Mendoza Copa de Verano Schneider | San Lorenzo Huracán Atlético Tucumán San Lorenzo Gimnasia (LP) Rosario Central Godoy Cruz Aldosivi Temperley Newells Old Boys Huracán Independiente San Lorenzo River Plate | 3-1 1-0 0-0 (4-3 pen.) 2-1 0-0 (5-3 pen.) 1-1 (8-7 pen.) 3-2 2-2 (4-2 pen.) 1-0 1-1 (4-3 pen.) 2-0 2-2 (3-1 pen.) 1-1 (3-1 pen.) 1-0 | Defensa y Justicia Banfield Talleres Argentinos Juniors Independiente Lanús Boca Juniors Racing Club Banfield San Lorenzo Racing Club Gimnasia (LP) Boca Juniors |
| 2019 | Copa de Verano Schneider Copa de Verano Schneider Copa Jorge Mignini Copa Ciudad de Córdoba                                                                                        | Talleres Belgrano Gimnasia (LP) River Plate Unión Independiente Racing Club Boca Juniors Talleres                                                                           | 2-1 1-1 (4-2 pen.) 2-1 1-0 2-0 1-0 2-1 2-0                                                                                           | San Martín (T) Rosario Central Racing Club Nacional Boca Juniors Gimnasia (LP) Rosario Central Aldosivi Belgrano                                                 |
| 2020 | Copa San Juan Copa San Juan | Talleres Universitario Racing Club Boca Juniors | 3-1 2-1 2-2 (5-4 pen.) 2-0 3-1 | San Lorenzo Huracán Athletico Paranaense Universitario Athletico Paranaense                                                                                      |
| 2022 | Torneo Internacional de Verano Copa Córdoba | Boca Juniors Talleres Racing (C) | 1-0 1-1 (4-3 pen.) 4-2 | San Lorenzo Belgrano Instituto |
| 2023 | Triangular Internacional de San Juan Copa Clásicos de Córdoba | Independiente Talleres Racing (C) Sportivo Belgrano | 0-0 3-0 1-0 0-0 (4-2 pen.) | Boca Juniors Belgrano Estudiantes (RC) Argentino (MM) |

## Títulos
| Nombre                  | Títulos |
| ----------------------- | ------- |
| Boca Juniors            | 49      |
| River Plate             | 36      |
| Independiente           | 22      |
| San Lorenzo             | 17      |
| Racing Club             | 17      |
| Estudiantes (LP)        | 11      |
| Talleres (C)            | 7       |
| Gimnasia y Esgrima (LP) | 4       |
| Racing (C)              | 3       |
| Belgrano                | 3       |
| Aldosivi                | 3       |
| Huracán                 | 3       |
| Vélez Sarsfield         | 2       |
| Godoy Cruz              | 2       |
| Sportivo Belgrano       | 1       |
| Instituto               | 1       |
| Nacional                | 1       |
| Atlético Tucumán        | 1       |
| Rosario Central         | 1       |
| Temperley               | 1       |
| Selección Argentina     | 1       |
| Palmeiras               | 1       |
| Vasas                   | 1       |
| Universitario           | 1       |
| Banfield                | 1       |
| Newell's Old Boys       | 1       |
| Unión (SF)              | 1       |

- Actualizado al último partido disputado el 28 de enero de 2023.